# Гамбургер
Га́мбургер — вид сендвіча, що складається з рубаної котлети, поданої всередині розрізаної булки. На додаток до м'яса гамбургер може мати велику кількість різноманітних приправ, наприклад: кетчуп і майонез, листя салату, маринований огірок, сир або смажену цибулю, помідор.
Гамбургер — невід'ємна частина їжі класу фастфуд.

## Історія
Назва походить від німецького міста Гамбург.
Перший гамбургер продав 27 липня 1900 року американський гастроном Луї Лессінг у своєму рідному місті Нью-Гейвен.
Гамбургери отримали широку популярність в 1904 році на Всесвітній виставці в Сент-Луїсі.
На початку 1930-х канзасець Волтер Андерсон заснував першу мережу закусочних White Castle Hamburger, в меню яких входили гамбургери як основна страва.
Мережа кафе Wimpy Grills першою почала продавати гамбургери за дуже низькими цінами. Крім того, була застосована технологія потокового приготування, що дозволяло затрачати на обслуговування кожного відвідувача менше однієї хвилини.
Та найбільшою популярністю гамбургери зобов'язані компанії McDonald's, мережа якої шаленими темпами поширилась світом. McDonald's і їх гамбургери стали барометром для американської та світової економіки і символом глобалізації.
З 2000-х років серед вегетаріанців став популярним вегетаріанський гамбургер. Такі гамбургери іноді називають веджибургерами або гарденбургерами. Котлету для нього роблять із гороху, сої або інших бобових.

## Етимологія
Багато людей помилково думають, що назва гамбургер походить від слова «шинка», але насправді назва походить від міста Гамбург в Німеччині, звідки походить ця страва. З цього другого за величиною міста Німеччини багато жителів емігрували до Америки і поширили там приготування гамбургерів. Справедливим збігом є те, що слово «ham», яке в перекладі з англійської означає свинина, звучить схоже на гамбургер, насправді гамбургер не містить шинки (хоча є ресторани, які додають скибочки шинки в свої бургери для додаткового смаку).
Отже, буквально можна зробити висновок, що значення слова Hamburger означає «їжа, що походить з Гамбурга», а не означає «їжа, що містить шинку». Однак на практиці бургер або гамбургер частіше визначають як бутерброд або інший вид хліба круглої форми. У суспільстві слово гамбургер більше пов’язане з видом їжі, ніж з походженням і творцем бургера.

## Шкода здоров'ю
Гамбургер ділить з хот-догом друге місце у рейтингу шкідливих продуктів.